# Intuitu personae
La locuzione latina intuitu personae, da tradurre con l'italiano avuto riguardo alla persona, indica, nel linguaggio giuridico, quei negozi nei quali si ritengono di particolare rilevanza le qualità personali dei soggetti contraenti. Tali contratti, in quanto basati sulla fiducia personale, sono intrasmissibili e, solitamente, si ritengono estinti con la morte di uno dei contraenti.

## Nel diritto privato
L'espressione fa riferimento a un rapporto bilaterale (vi sono diritti e obblighi da entrambe le parti).
Rientrano tra i rapporti intuitu personae i contratti di lavoro subordinato, i contratti d'opera, di appalto, e di mandato, nonché la procura e il potere di revocare la designazione del beneficiario dell'assicurazione sulla vita.
È, ad esempio, un contratto intuitu personae il contratto di consulenza con un libero professionista, individuato sulla base non di una mera convenienza economica - come per le offerte più basse in materia di appalti - quanto sull'affidamento che il cliente valuta relativamente alla qualità garantita, fino a quel momento, nell'esecuzione delle prestazioni professionali. Tale affidamento può derivare dal prestigio del professionista o operatore economico, ovvero da esperienze dirette tra i due contraenti, rapporti consolidati in rapporti affini, segnalazioni, o qualsiasi altro elemento rilevante per il committente-cliente.
L'affidamento intuitu personae è dunque proprio delle attività dei privati e sempre più limitato invece per le amministrazioni pubbliche che, nello spendere il denaro dei contribuenti, devono garantire per legge l'equità e l'imparzialità delle scelte. Tipico esempio di scelta intuitu personae è quella del medico di fiducia, del meccanico di fiducia, dell'avvocato di fiducia, ecc.

## Nel diritto pubblico
In diritto amministrativo, il rapporto di pubblico impiego è intuitu personae soltanto in via di eccezione, visto che la regola è offerta dall'articolo 97 della Costituzione della Repubblica italiana, il quale prevede una modalità costitutiva del rapporto di pubblico impiego che è strutturalmente all'opposto della selezione intuitu personae, cioè il concorso pubblico e l'imparzialità del funzionario così assunto.
Nel caso di rapporti di lavoro a tempo indeterminato con enti od organi pubblici o pubbliche amministrazioni, la deliberazione 04/02/2016, n. 4 - Corte dei Conti - Sez. Autonomie - ha, in proposito, ribadito che l'art. 3 del decreto del Presidente della Repubblica n. 3 del 1957 è una norma di principio nel settore del pubblico impiego e chiarisce espressamente che l'assunzione senza concorso è nulla e "non produce effetto a carico dell'Amministrazione".

### Nei rapporti fiduciari con organi elettivi
I consigli regionali hanno talvolta affiancato - al metodo di selezione per concorso pubblico - l'assunzione nominativa di componenti di gabinetto degli organi monocratici di vertice ovvero l'inserimento nei ruoli amministrativi dell'organo collegiale del personale fiduciario dei Gruppi consiliari, usualmente con misure assunte a fine consiliatura con il voto di tutti i partiti; porre termine alla situazione di coloro che "oggi vengono licenziati alla fine di ogni legislatura" sarebbe un'esigenza avvertita anche in Parlamento.
In ogni caso, due sentenze della Corte costituzionale hanno rispettivamente censurato una legge regionale abruzzese ed una piemontese, con riferimento alle spese degli uffici di diretta collaborazione di organi politici elettivi regionali: esse hanno dichiarato l'illegittimità costituzionale dell'autorizzazione con legge regionale di una serie eterogenea di contratti di collaborazione occasionale, in deroga al limite fissato dalla legge statale (v. sentenza n. 289 del 2013); nel caso della sentenza n. 130 del 2013, la Corte ha dichiarato che «quanto alla presunta finalità della norma regionale di assicurare il funzionamento degli uffici di diretta collaborazione mediante l'esenzione dal rispetto dei limiti di spesa stabiliti a livello nazionale […] la particolare rilevanza del carattere necessariamente fiduciario nella scelta del personale, a tempo determinato, degli uffici di diretta collaborazione, se può autorizzare deroghe al principio del pubblico concorso nella scelta dei collaboratori, non consente deroghe ai principi fondamentali dettati dal legislatore statale».